# Liste der Bodendenkmale in Mücheln (Geiseltal)
In der Liste der Bodendenkmale in Mücheln (Geiseltal) sind alle Bodendenkmale der Stadt Mücheln (Geiseltal) und ihrer Ortsteile aufgelistet. Grundlage ist die Veröffentlichung der Landesdenkmalliste mit Stand vom 25. Februar 2016. Die Baudenkmale sind in der Liste der Kulturdenkmale in Mücheln (Geiseltal) aufgeführt.
| Denkmal-ID | Fundart             | Ortsteil        | Bezeichnung                                      | Zeitstellung | Lage                                                            | Bemerkungen | Bild |
| ---------- | ------------------- | --------------- | ------------------------------------------------ | ------------ | --------------------------------------------------------------- | --- | ---- |
| 428300301  | Befestigung > Burg  | Langeneichstädt | Burgwall „Die Borg“                              | Mittelalter  | östlicher Ortsrand, nahe am Bahnhof, Bahnhofsiedlung ()         | keine Denkmalstrukturen mehr erhalten, Areal jedoch durch seine Spornlage über dem Ort durchaus erkennbar und als Burganlage signifikant mit Kirche und Nebengebäude bebaut, als Garten genutzt                                                                                 |      |
| 428300691  | Grabmal > Grabhügel | Langeneichstädt | Grabhügel und Dolmengöttin auf Eichstädter Warte | Neolithikum  | 1 km nördlich vom Ort Eichstädter Warte (Lage)                  | Nach der Ausgrabung des Hügels offen gelassen. Steinkammergrab mit Dolmenstele. Die Originalstele wurde ins Landesmuseum für Vorgeschichte in Halle (Saale) verbracht; am Fundort steht eine Kopie.                                                                             |      |
| 428300083  | Grabmal > Grabhügel | Mücheln         | Grabhügel „Galgenhügel“                          | Neolithikum  | südliche Ortslage, Ecke Thomas-Müntzer-Str./Gröster Str. (Lage) | eingelassener Steinkranz im Zentrum mit Bäumen bestanden |      |
| 428300084  | Grabmal > Grabhügel | Mücheln         | Grabhügel „Breiter Hügel“                        | Neolithikum  | 1,0 km südwestlich vom Ort (Lage)                               | Südostseite mit großer Angrabung |      |
| 428300085  | Grabmal > Grabhügel | Mücheln         | Grabhügel „Katzenhügel“                          | Neolithikum  | 1,0 km nordwestlich vom Ort (Lage)                              | Höhe ca. 3,5 m, Durchmesser ca. 25 m |      |
| 428300692  | Befestigung > Burg  | Niedereichstädt | ehemaliger Burghügel                             | undatiert    | auf Friedhof nördlich der Kirche OT Niedereichstädt ()          | Von einer Burganlage sind im Areal keine eindeutigen Reste erhalten. Bei einem Mauerstumpf an einem rezenten Gebäude könnte es sich eventuell um historische, mittelalterliche Gemäuer handeln. Auffallend sind einige Geländeabsätze im Bereich der spätromanischen(?) Kirche. |      |
| 428300276  | Grabmal > Grabhügel | Stöbnitz        | Grabhügel ‚Spielhügel‘                           | undatiert    | 750 m südwestlich von Stöbnitz (Lage)                           | dicht bewachsene ‚Insel‘ mit schwacher Erhebung im Acker |      |
| 428300284  | besonderer Stein    | Niederwünsch    | Schöffenstein, Gerichtsstein                     | undatiert    | vor der Toranlage des Hofes in der Merseburger Straße 1 (Lage)  | nicht sehr großer Findling etwa 0,75×0,60×0,75 cm groß |      |